# Potony, Somogy
Potony (în croată Potonja) este un sat în districtul Barcs, județul Somogy, Ungaria, având o populație de 224 de locuitori (2011).

## Demografie
Componența etnică a satului Potony
     Maghiari (57,59%)
     Croați (38,29%)
     Romi (4,11%)
Componența confesională a satului Potony
     Romano-catolici (79,46%)
     Fără religie (2,68%)
     Reformați (2,23%)
     Necunoscută (15,63%)
Conform recensământului din 2011, satul Potony avea 224 de locuitori. Din punct de vedere etnic, majoritatea locuitorilor (57,59%) erau maghiari, existând și minorități de croați (38,29%) și romi (4,11%).  Din punct de vedere confesional, majoritatea locuitorilor (79,46%) erau romano-catolici, existând și minorități de persoane fără religie (2,68%) și reformați (2,23%). Pentru 15,63% din locuitori nu este cunoscută apartenența confesională.